# Kapusta warzywna włoska
Kapusta warzywna włoska, zwana też w skrócie kapustą włoską (Brassica oleracea L. var. sabauda L.) – odmiana kapusty warzywnej. Jest to roślina dwuletnia należąca do rodziny kapustowatych. Nie występuje w stanie dzikim, jedynie w uprawie.

## Morfologia
PokrójWytwarza duże, pojedyncze głowy, podobne do głów kapusty głowiastej, lecz o pomarszczonych liściach.
LiściePomarszczone, pokryte drobnymi pęcherzykowatymi wzdęciami, ciemnozielone.

## Zastosowanie
- Warzywo. Pierwsze uprawy pojawiły się w XVII wieku w północnych Włoszech. Jest niezwykle odporna na mróz i ma ostrzejszy smak, niż kapusta warzywna głowiasta.

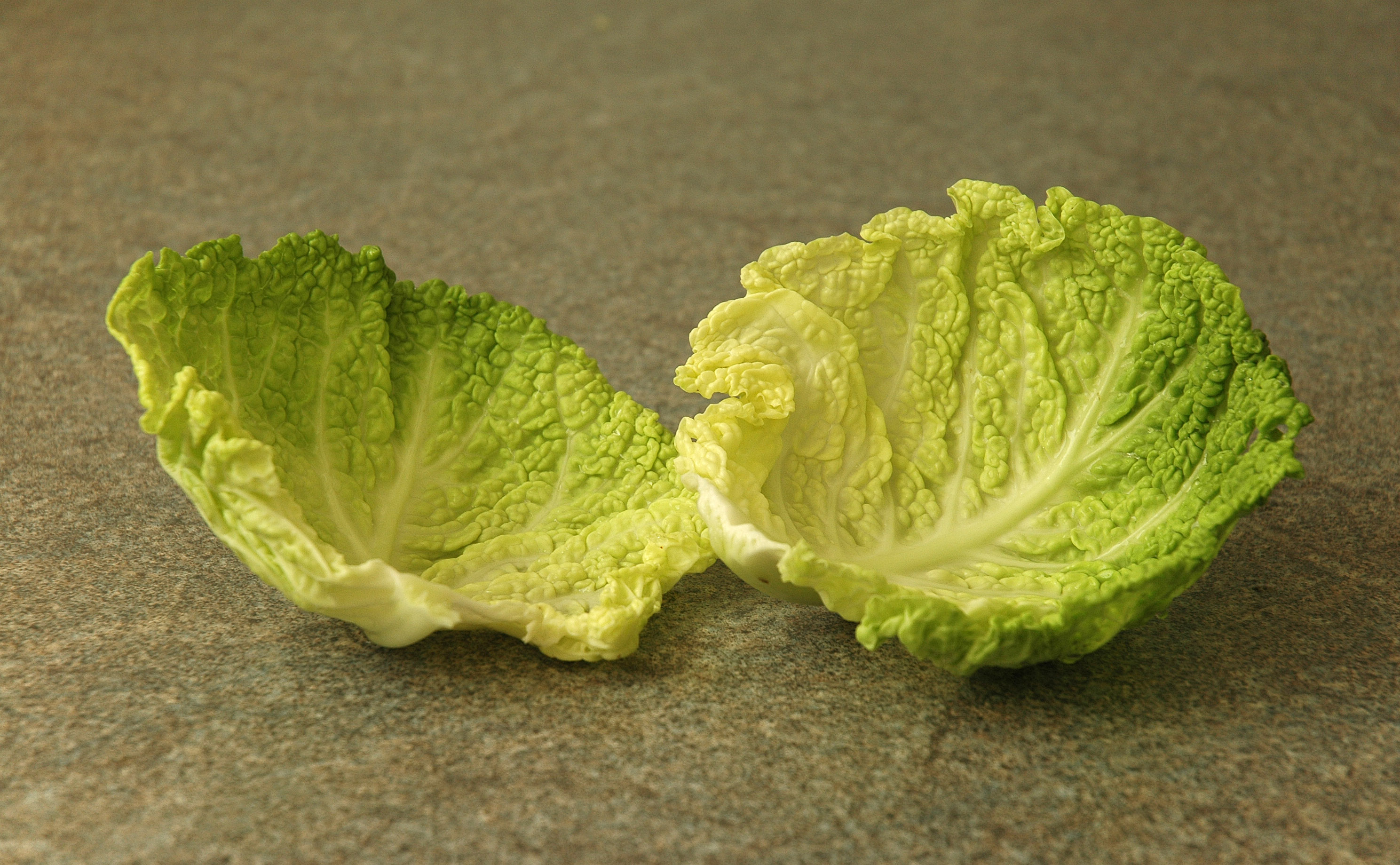
Liście kapusty włoskiej